# Orde van de Lotus
De Orde van de Lotus werd door de regering van China ingesteld om de bewoners van Macau, een voormalige Portugese kolonie, te kunnen onderscheiden na het wegvallen van de Portugese ridderorden. De Orde van de Lotus heeft drie graden. Ieder jaar worden een grote Lotus, een gouden Lotus, drie zilveren lotussen en een onbeperkt aantal medailles verleend.
De graden van de orde
- Grote medaille van de Lotusbloem

Voor levenslange inzet voor het welzijn van Macau
- Eerbare Medaille van de Gouden Lotusbloem ("Honourable Medal of Golden Lotus Flower")

Voor langdurige en verdienstelijke inzet voor de belangen van Macau
- Eerbare Medaille van de Zilveren Lotusbloem ("Honourable Medal of Silver Lotus Flower")

Voor langdurige verdienste en langdurig vrijwilligerswerk.